# Al-Furqan

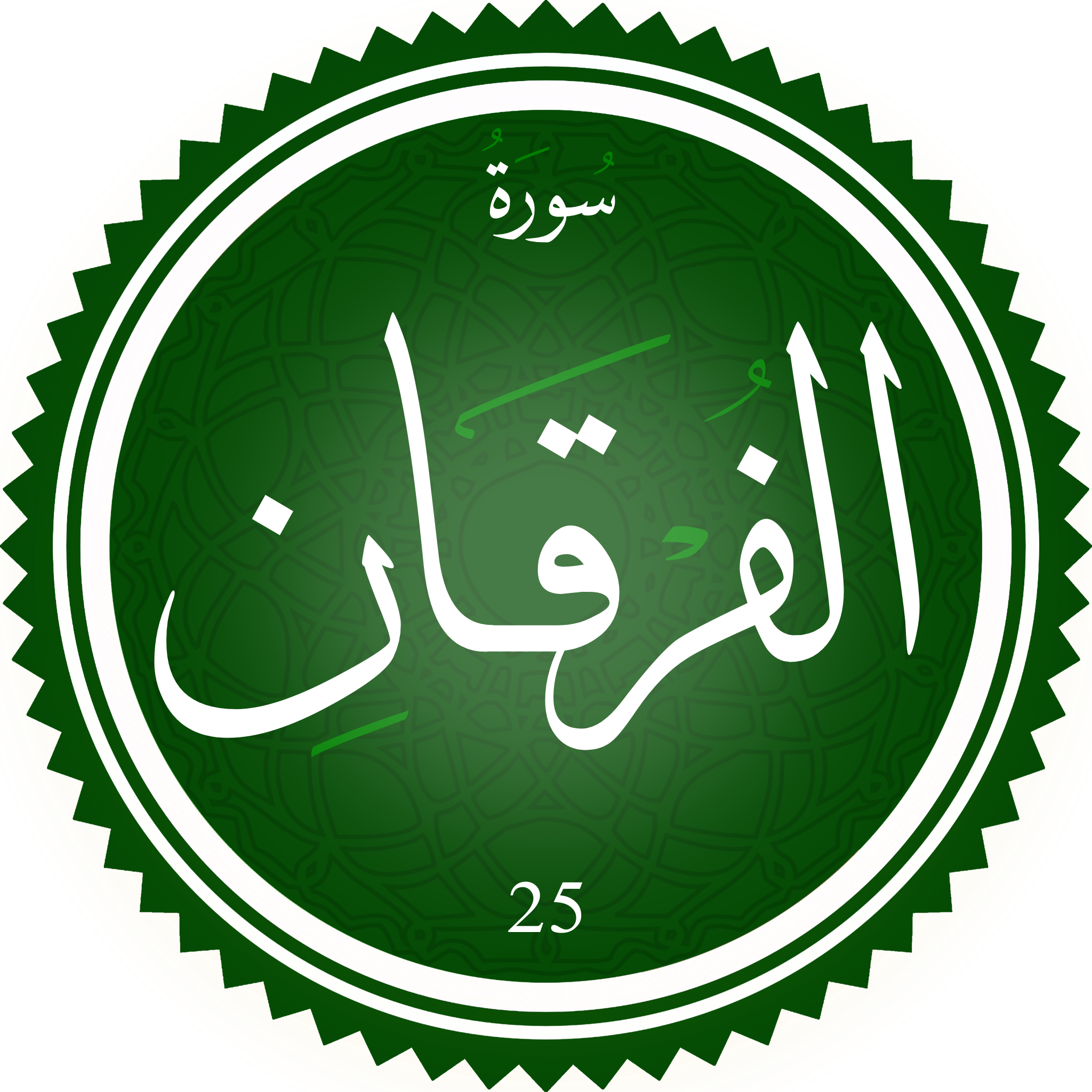
Sura al-Furqan.

Al-Furqān (arabiska: سورة الفرقان ) ("Måttstocken") är den tjugofemte suran i Koranen med 77 verser (ayah). Namnet "Måttstocken" hänvisar till Koranen själv, som den beslutande faktorn mellan det goda och det onda. Betydelsen av ordet är att göra skillnad mellan gott och ont.